# New Haven (Vermont)
New Haven város az USA Vermont államában, Addison megyében. Lakosainak száma 1683 fő (2020. április 1.).

## Népesség
A település népességének változása:

| 2010 | 1 727 |
| 2020 | 1 683 |